# Barira
Barira est une localité de la province de Maguindanao, aux Philippines. En 2015, elle compte 30 004 habitants.